# Spring Lake Outlet
Spring Lake Outlet – rzeka w Stanach Zjednoczonych, w stanie Nowy Jork, w hrabstwie Cayuga. Rzeka jest jednym z dopływów rzeki Seneca. Długość cieku nie została określona, natomiast powierzchnia zlewni wynosi 30 km².